# M.U.G.E.N
M.U.G.E.N，又稱無限格鬥，是美國Elecbyte使用C語言與Allegro程式庫所開發的免費2D格鬥遊戲引擎，發佈於1999年-2002年間，2009年後又有新版本的發佈。MUGEN和日語中的「無限」同音。
M.U.G.E.N據稱是Elecbyte在開發射擊遊戲時衍生的產物，目前M.U.G.E.N有分別在DOS、Windows和Linux等作業系統上運行的版本。

## 介紹
M.U.G.E.N內的模式有街機模式、生存模式、對戰模式、觀看模式等，且除了單人作戰外，可讓兩個人物一起並肩作戰，或讓二至四個人物輪流作戰，並用七個按鍵與方向鍵及其組合來操控人物。
由於是免費遊戲，並開放自由新增人物和場景(除此之外，血條、開頭畫面等亦皆可修改)，因此網路上有相當數量的人(其中許多人是日本人)，將其他格鬥遊戲的人物和場景等，移植到M.U.G.E.N上(此種移植算是某種同人創作)，並將成品放在網路上供人下載、遊戲，也有許多人讓源自不同動漫遊戲的人物彼此對戰，並在網路上擺放M.U.G.E.N的對戰影片，甚至於有人做出利用M.U.G.E.N執行的射擊遊戲和橫向捲軸動作遊戲等。

## 人物
M.U.G.E.N開始時只有一個預設人物，其他人物多半是由其他格鬥遊戲，甚至於是動作遊戲等其他種類的遊戲移植而來，另亦有些玩家原創的人物與改造人物。
由於製作者眾，且各家人物的強弱有差異，因此網路上有些人幫目前已在M.U.G.E.N裡出現，由各作者所製作的各(多半是同人移植而來)人物，依其強弱分級。
以下是遊戲預設人物相關的介紹：
- 功夫男(Kung Fu Man)

功夫男是M.U.G.E.N裡唯一的預設人物，也算是這遊戲的主角，有時候也是製作其他人物時所用的參考。
功夫男有自己的劇情，大意是講功夫男有天和女友去散步，結果其女友被Suave dude的人抓走，在他到某座秘密的神殿，並將自己的複製人打倒後，卻發現其他的敵人沒有被做出來。
- Suave Dude

功夫男的敵人的首領，但遊戲中沒有出現相關的角色。
除了人物以外，玩家亦可自由製作場景，甚至於連遊戲的標題畫面和血條等，也是可以修改的。

## 作品
- KOFZ 2001年

作者：MugenChina KOFZ小组
- KOF REMIX 2002年

作者：YongMIing （日本华裔）
- KOFZEV 2003年

整理者：HXSD 画面包原作：MATU（台湾）
- KOF2000Z 2003年

整理者：HXSD 画面包原作：KSZSK（MUGENCHINA KOFZ小组）
- KOFBW2003 2004年

整理者：Magic Yang 画面包原作：MATU（台湾）
- Mugen Omega 2004年

作者：MugenChina 冷沙尘
- KOMW 2005年

作者：MugenChina KOMW小组 核心成员：ELZEE
- KOFM 2007年

作者：ZELGADIS & SATOSHI
- KOFS 2007年

作者：SHINING
- CVSX 2008年

作者：Gear X
- KOFW 2008年

作者:凡一 & Lucifer
- F-SNK 2010年

作者：风花

## 外部連結
- 官方网站 （英文）